# Jorge Gandini
Jorge Osvaldo Gandini Astesiano (Montevideo, 5 de marzo de 1958) es un político uruguayo perteneciente al Partido Nacional. 

## Biografía
Cursó hasta cuarto año de abogacía en la Universidad de la República. Está casado y tiene tres hijas.
Se inició en política en plena dictadura militar, en filas del movimiento Por la Patria; fue fundador de la Secretaría de Asuntos Sociales del Partido Nacional e integrante de su mesa directiva en representación del sector estudiantil entre los años 1984-1988.
En las elecciones de 1984 resultó elegido diputado suplente. Fue además Secretario de la Juventud del Partido Nacional (1985-1987) y Secretario General de la Juventud de Por la Patria (1985-1988).
Durante el gobierno de Luis Alberto Lacalle, en 1991, fue el primer director del Instituto Nacional de la Juventud (INJU) que dirigiría hasta 1995, y desde ese cargo impulsó el programa 'Tarjeta Joven'. Paralelamente y desde 1992, presidió la Dirección Nacional de Correos del Uruguay.
De cara a las elecciones de 1994 se integró en la agrupación Propuesta Nacional, sector encabezado por Álvaro Ramos y que apoyaba la candidatura presidencial de Alberto Volonté; en esa oportunidad Gandini fue elegido nuevamente diputado, pero como el citado Álvaro Ramos fue nombrado ministro, Gandini accedió al senado en 1995. Entre sus actuaciones en la cámara alta uruguaya, se pueden destacar la autoría de la 'Ley de Promoción y Empleo Juvenil' y la de la 'Ley de Mayoría de Edad'. También impulsó y redactó la reforma del Correo, transformándolo en la actual Administración Nacional de Correos.
En 2004 adhirió al sector Alianza Nacional; y en las elecciones internas de junio de ese año obtuvo una razonable votación, que le mereció integrar la lista de diputados por Montevideo. Así, en febrero de 2005 asumió nuevamente un escaño como diputado en la cámara baja parlamentaria.
Con su lista 2004-250 apoyó la precandidatura de Jorge Larrañaga en las elecciones internas de 2009, recibiendo la adhesión del veterano dirigente de los jubilados Luis Colotuzzo. Su lista fue la más votada de Montevideo entre las de Alianza Nacional y fue reelecto diputado para el periodo 2010-2015.
En el ámbito de la Convención del Partido Nacional durante el mes de junio de 2012, Gandini anunció su intención de candidatearse a la Intendencia de Montevideo en las elecciones de 2015. En diciembre de 2014, renunció a la candidatura por la Concertación Ciudadana (alianza entre blancos y colorados para ganar la intendencia), al no recibir el apoyo de Luis Alberto Lacalle Pou, candidato presidencial del partido Nacional en las elecciones presidenciales de Uruguay de 2014.
Tras ser electo como senador en las elecciones de 2019, confirmó en octubre de 2023 su precandidatura a la Presidencia de la República de cara a las elecciones internar de 2024, siendo apoyado por el sector wilsonista Por la Patria. Finalmente, en los comicios del 30 de junio de 2024, obtuvo el 5,8% del voto en el partido, quedando detrás de Álvaro Delgado Ceretta y Laura Raffo.